# Prosqualodon
Il prosqualodonte (gen. Prosqualodon) è un cetaceo estinto, appartenente agli squalodontidi. Visse tra l'Oligocene medio e il Miocene inferiore (30 – 20 milioni di anni fa) e i suoi resti sono stati ritrovati principalmente in Australia.

## Descrizione
Lungo poco più di due metri, questo animale possedeva un corpo piuttosto simile a quello di una focena; rispetto alle forme di cetacei più antichi (archeoceti), questo animale possedeva già alcune caratteristiche evolute: il collo, ad esempio, era molto corto, e la struttura delle mascelle si era ulteriormente semplificata. La morfologia del cranio indica che questo animale possedeva già uno sfiatatoio, mentre l'apparato olfattivo era ridotto in relazione a quello delle forme precedenti. Vi erano anche alcune caratteristiche primitive, come i denti triangolari simili a quelli degli archeoceti. Il cranio era insolitamente corto rispetto agli altri membri della sua famiglia (Squalodontidae) ed era dotato di forti denti che, quando la bocca era chiusa, si intersecavano fra loro.

## Classificazione
Come indica il nome, Prosqualodon è uno dei più antichi rappresentanti degli squalodontidi, un gruppo di cetacei sviluppatisi nel corso dell'Oligocene, dotati di caratteristiche più evolute rispetto ai precedenti archeoceti. Prosqualodon, nonostante l'antichità, sembrerebbe essere stato piuttosto specializzato, a causa del cranio molto corto. La specie più conosciuta è Prosqualodon davidi, rinvenuta in Tasmania.

## Stile di vita
Senza dubbio questo animale era un predatore, come dimostrato dalla forma acuminata dei denti. La riduzione dell'apparato olfattivo sembrerebbe indicare che il prosqualodonte aveva perso quasi del tutto il senso dell'olfatto, e si presume che cacciasse affidandosi soprattutto all'udito.